# اچ‌ام‌اس بلیک (سی۹۹)
اچ‌ام‌اس بلیک (سی۹۹) (به انگلیسی: HMS Blake (C99)) یک کشتی بود که طول آن ۵۵۵٫۵ فوت (۱۶۹٫۳ متر) بود. این کشتی در سال ۱۹۴۵ ساخته شد.